# Menam
De Menam (Thai: แม่น้ำเจ้าพระยา, Mae nam Chao Phraya) is de grootste en belangrijkste rivier in Thailand. Op oude kaarten staat de rivier vaak aangegeven onder de naam Me nam of Mae Nam. 
In het Thai wordt de rivier sinds de regeerperiode van koning Mongkut (1850-1868), ook bekend onder zijn koninklijk titel Rama IV, aangeduide met de naam Mae Nam Chao Phraya of kortweg Chao Phraya. De naam Mae Nam Chao Phraya laat zich grosso modo vertalen als Rivier der Koningen.
Die naam komt waarschijnlijk van Bang Chao Phraya, een alternatieve naam voor de stad Samut Prakan, aan de monding van de rivier. Het verhaal wil dat daar in 1498 twee Khmer-beelden zijn opgegraven. Bang Chao Phraya laat zich ongeveer vertalen als Nederzetting der Koningen. 
De Nederlandse naam Menam is ontstaan in de tijd dat de VOC in Thailand een handelspost had. Het Thaise woord voor rivier is Mae nam, wat moeder water betekent. De Nederlanders in de VOC-handelspost dachten echter dat Mae nam de naam van de rivier was.
De rivier begint in Centraal-Thailand bij de samenvloeiing van de Ping en de Nan bij Nakhon Sawan (provincie Nakhon Sawan), en loopt vrijwel noord-zuid naar Bangkok en de Golf van Thailand over een afstand van 370 kilometer. Bij Chainat splitst de Tha Chin zich af van de Menam.
Andere belangrijke steden langs de rivier zijn Uthai Thani, Singburi, Ang Thong en Ayutthaya.

## Trivia
Chao Phraya is ook een rang in het Thai die overeenkomt met de rang van generaal.
Chaophraya is sinds 2019 de naam van de ster WASP 50 in het sterrenbeeld Eridanus. Rond deze ster draait een planeet die de naam Maeping heeft gekregen.